# Emasculació
Hom denomina emasculació a l'ablació total de tots els elements genitals masculins, és a dir, tant del penis com dels testicles. Es diferencia de la castració en què en aquesta darrera només es tallen els testicles.
En algunes cultures es practica l'emasculació voluntària per motius religiosos.
També es denomina emasculació a l'eliminació dels estams de les flors. Això es fa per evitar que en un cultiu dedicat a la producció de llavors amb característiques determinades les plantes es creuin amb altres de diferents característiques. Així es fa una pol·linització dirigida.